# Iles Braghetto
Iles Braghetto (n. 9 martie 1953, San Giorgio delle Pertiche, Veneto, Italia) este un om politic italian, membru al Parlamentului European în perioada 2004-2009 din partea Italiei.
1. ↑  Deputații în Parlamentul European